# 최민수 (축구 선수)
최민수(2000년 2월 26일 ~ )는 대한민국과 독일 이중 국적의 축구 선수로 독일 이름은 케빈 하어(Kevin Sören Harr)이며 포지션은 골키퍼이다.

## 유스팀 경력
VfB 슈투트가르트 유스 팀에서 선수 생활을 시작했으며 독일 청소년 대표팀에 소집된 이력이 있을 정도로 독일 내에서 촉망받는 유망주였지만 최민수는 2016-17시즌 U-17 분데스리가 5경기 출전이 고작이었고 11골을 내줬다. 또한 리그 6경기에서 후보 명단에서도 제외되기도 하였다. 해당 시즌 19세 이하 분데스리가 호출은 1차례가 전부였고 그마저 출전기회도 없었다.
2017년 5월 슈투트가르트에서 함부르크 SV로 유소년 2년 2군 1년 계약으로 U-19 유스팀으로 이적하였다.

## 국가대표팀 경력
2017년 3월, 국내에서 열린 4개국 초청대회인 아디다스 컵에서 U-20 대표팀 골키퍼 이준이 경기 중 코뼈 골절상으로 이탈 후 대체 선수로 발탁되며 처음으로 대한민국 국가대표로 소집되었다. 3월 30일 아디다스컵 에콰도르전에서는 후반에 2:0으로 지고 있는 상황에서 안준수와 교체되어 출전, 후반을 무실점 상태로 막아냈다. 같은해 5월에 열린 2017년 FIFA U-20 월드컵에는 이준이 부상에서 복귀하면서 최종명단에 들지는 못했다.
2018년 10월에 개최되는 AFC U-19 챔피언십 출전 명단에 이름을 올렸다. 10월 19일 조별예선 1차전인 호주전에서 선발키퍼로 나와 준수한 경기력을 보이다가 후반 종료직전 패스미스를 범하며 동점골을 허용했다.
2019년 FIFA U-20 월드컵에 참여하는 대한민국 U-20 축구 국가대표팀에도 발탁되었다. 하지만 대회에서는 이광연이 주전으로 활약했으며 최민수는 출전하지 못했다.